# آندریا آریگونی
آندریا آریگونی (انگلیسی: Andrea Arrigoni؛ زادهٔ ۱۰ اوت ۱۹۸۸) بازیکن فوتبال اهل ایتالیا است.
از باشگاه‌هایی که در آن بازی کرده‌است می‌توان به باشگاه فوتبال ترنانا، باشگاه فوتبال کوزنتسا کالچو، باشگاه فوتبال آتالانتا، و باشگاه فوتبال لچه اشاره کرد.
وی همچنین در تیم ملی فوتبال زیر ۱۵ سال ایتالیا بازی کرده‌است.